# Silene obtusifolia
Silene obtusifolia är en nejlikväxtart som beskrevs av Carl Ludwig von Willdenow. 
Silene obtusifolia ingår i släktet glimmar och familjen nejlikväxter. Inga underarter finns listade i Catalogue of Life.

## Bildgalleri

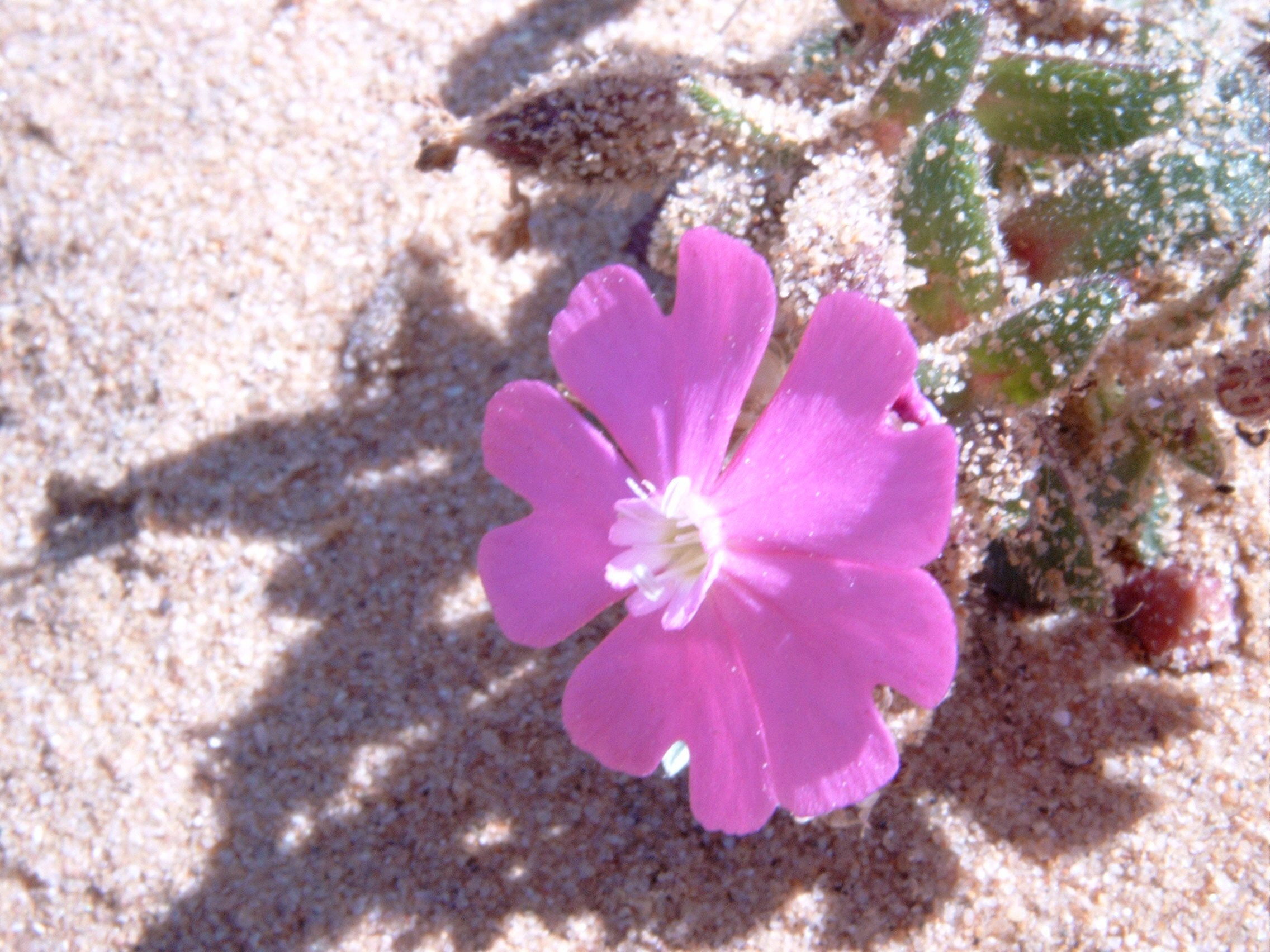